# Strop (geologia)
Strop – górna granica warstwy geologicznej, a także pokładu lub wyrobiska. Na podstawie stropu lub spągu określa się bieg i upad warstwy. 

## Naprężenia w stropie wyrobiska
W stropie wyrobiska występują naprężenia rozciągające równe -pz+3px (px to ciśnienie pionowe, a pz - ciśnienie poziome). Jeśli naprężenia te przekroczą wytrzymałość na ściskanie skał budujących go, nastąpi obwał, którego zasięg można w przybliżeniu określić np. na podstawie teorii Protodiakonowa, Cymbariewicza lub Sałustowicza.